# Jakow Babienko
Jakow Aleksiejewicz Babienko (ros. Яков Алексеевич Бабенко, ur. 12 października?/25 października 1913 we wsi Czałbasy (obecnie Winogradowo w rejonie aleszkowskim w obwodzie chersońskim), zm. 28 maja 1979 w Kachowce) był radzieckim podpułkownikiem i Bohaterem Związku Radzieckiego (1945).

## Życiorys
Urodził się w ukraińskiej rodzinie chłopskiej. W 1931 ukończył technikum w Odessie, od 1932 do 1936 i ponownie od 1939 służył w Armii Czerwonej, w 1940 ukończył wojskową szkołę piechoty w Kijowie. Od sierpnia 1941 uczestniczył w wojnie z Niemcami, walczył na Froncie Południowym w składzie 18 Armii, od 1942 należał do WKP(b). W 1943 skończył przyśpieszony kurs Akademii Wojskowej im. Frunzego i został dowódcą pułku przemianowanego na 333 gwardyjski pułk piechoty (w składzie 117 Gwardyjskiej Dywizji Piechoty 13 Armii), brał udział w wyzwalaniu wielu miejscowości Ukrainy, w grudniu 1943 wyróżnił się podczas wyzwalania Berdyczowa. W 1944 brał udział w walkach o uchwycenie i utrzymanie przyczółku sandomierskiego na Wiśle. Zimą 1945 na 1 Froncie Ukraińskim uczestniczył w operacji wiślańsko-odrzańskiej, w tym w wyzwalaniu Kielc i Piotrkowa, później w forsowaniu Odry i walkach w rejonie Ścinawy. 26 stycznia 1945 dowodzony przez niego pułk odparł wiele niemieckich kontrataków i przeprowadził natarcie na przedmieściach Głogowa. Wiosną 1945 brał udział w walkach o Berlin i o Pragę. W 1946 został zwolniony z armii, później pracował w Ciurupińsku, gdzie został przewodniczącym rejonowego komitetu wykonawczego, i w Kachowce.

## Odznaczenia
- Złota Gwiazda Bohatera Związku Radzieckiego (10 kwietnia 1945)
- Order Lenina
- Order Czerwonego Sztandaru (trzykrotnie)
- Order Wojny Ojczyźnianej I klasy
- Order Czerwonej Gwiazdy

I medale.